# Quận Grant, West Virginia

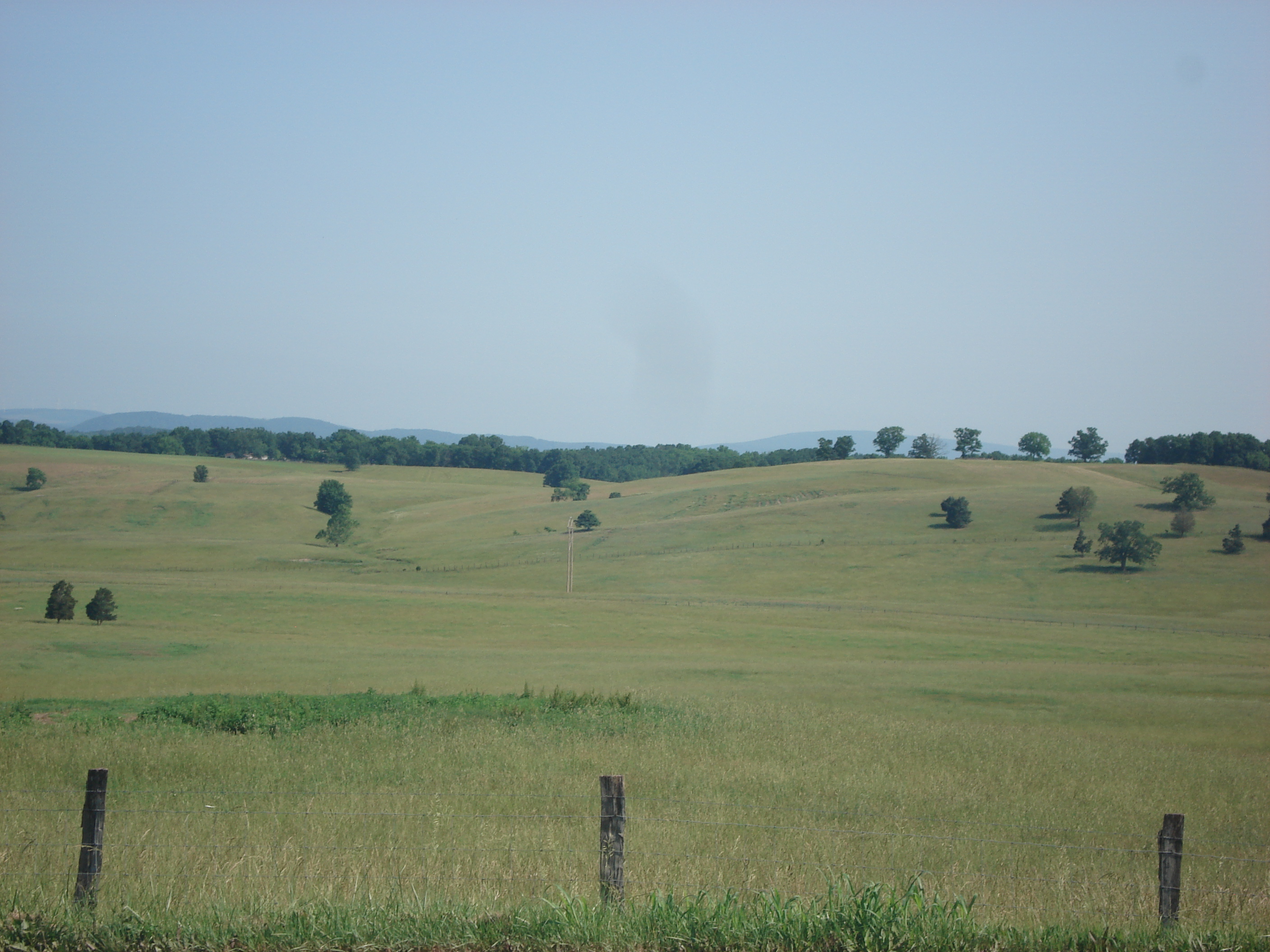
Cảnh thôn quê ở phía nam quận Grant

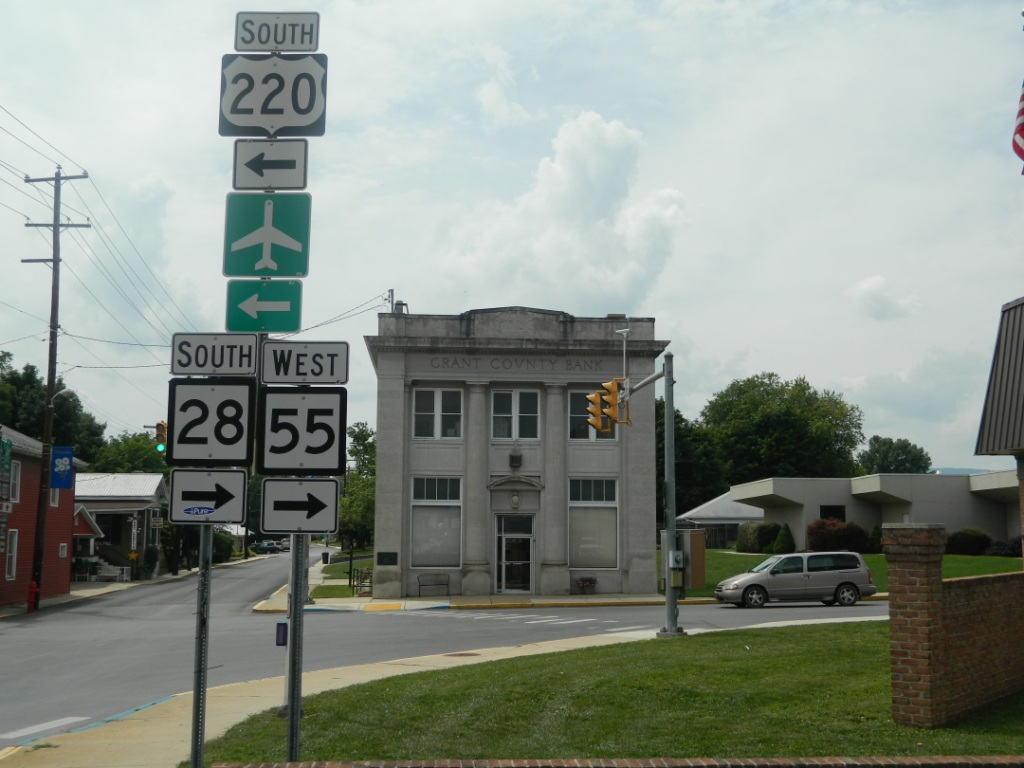
Grant County Bank, Petersburg

Quận Grant là một quận thuộc tiểu bang West Virginia, Hoa Kỳ. Theo điều tra dân số năm 2010 của Cục điều tra dân số Hoa Kỳ, quận có dân số 11.937 người 2. Quận lỵ đóng ở Petersburg6 Quận Grant được lập từ quận Hardy vào năm 1866 và được đặt tên theo tướng Ulysses Simpson Grant. 

## Địa lý
Theo Cục điều tra dân số Hoa Kỳ, quận có tổng diện tích 1.243 km2, trong đó có 8 km2 là diện tích mặt nước.

### Quận giáp ranh
- Quận Mineral (đông bắc)
- Quận Hardy (đông)
- Quận Pendleton (nam)
- Quận Randolph (tây nam)
- Quận Tucker (tây)
- Quận Preston (tây bắc)
- Quận Garrett, Maryland (tây bắc)

## Thông tin nhân khẩu
Theo điều tra dân số 2 năm 2000, quận đã có dân số 11.299 người, 4.591 hộ gia đình, và 3.273 gia đình sống trong quận hạt. Mật độ dân số là 24 người trên một dặm vuông (9/kmТВ). Có 6.105 đơn vị nhà ở với mật độ trung bình 13 trên một dặm vuông (5/kmТВ). Cơ cấu dân tộc của cư dân sinh sống ở quận này bao gồm 98,33% người da trắng, 0,67% da đen hay Mỹ gốc Phi, 0,26% người Mỹ bản xứ, 0,14% châu Á, Thái Bình Dương 0,02%, 0,13% từ các chủng tộc khác, và 0,45% từ hai hoặc nhiều chủng tộc. 0,55% dân số là người Hispanic hay Latino thuộc một chủng tộc nào.
Có 4.591 hộ, trong đó 30,20% có trẻ em dưới 18 tuổi sống chung với họ, 59,50% là đôi vợ chồng sống với nhau, 8,20% có một chủ hộ nữ và không có chồng, và 28,70% là không lập gia đình. 24,50% hộ gia đình đã được tạo ra từ các cá nhân và 11,30% có người sống một mình 65 tuổi hoặc cao tuổi hơn. Cỡ hộ trung bình là 2,43 và cỡ gia đình trung bình là 2,87.
Trong quận, dân số đã được trải ra với 22,70% dưới độ tuổi 18, 7,80% 18-24, 27,50% 25-44, 26,80% từ 45 đến 64, và 15,30% từ 65 tuổi trở lên đã được những người. Độ tuổi trung bình là 39 năm. Đối với mỗi 100 nữ có 97,70 nam giới. Đối với mỗi 100 nữ 18 tuổi trở lên, đã có 94,50 nam giới.
Thu nhập trung bình cho một hộ gia đình trong đã đạt mức USD 28.916, và thu nhập trung bình cho một gia đình là USD 33.813. Phái nam có thu nhập trung bình USD 24.796 so với 18.354 USD của phái nữ. Thu nhập bình quân đầu người là 15.696 USD. Có 12,60% gia đình và 16,30% dân số sống dưới mức nghèo khổ, bao gồm 21,00% những người dưới 18 tuổi và 18,70% của những người 65 tuổi hoặc hơn.